# Archeuptychia cluena
Genre
Espèce
Archeuptychia cluena est une espèce néotropicale de lépidoptères (papillons) de la famille des Nymphalidae et de la sous-famille des Satyrinae. Elle est la seule représentante du genre monotypique Archeuptychia.

## Distribution
Archeuptychia cluena est originaire du Brésil.

## Taxonomie
L'espèce Archeuptychia cluena a été décrite par l'entomologiste britannique Dru Drury en 1782, sous le nom initial de Papilio cluena.
Elle est l'espèce type et l'unique espèce du genre monotypique Archeuptychia, décrit en 1964 par l'entomologiste allemand Walter Forster.